# کلیسای گریگوری استفان
کلیسای گریگوری استپان یا کلیسای گریگوری استفان در قسمت شرقی تپهٔ هگمتانه در محلهٔ قدیم ارامنه قرار دارد. این کلیسا در سال ۱۶۷۶ میلادی توسط جمعی از ارامنه اصفهان و نیز مهاجران (در زمان جنگ جهانی اول هزاران ارمنی از مناطق ارمنستان غربی به شهرهای غربی ایران همچون کرمانشاه و همدان پناه آوردند). و تجار ارمنی روسیه که در همدان ساکن شدند، ساخته شده‌است. داخل کلیسای گریگوری چهار ستون مدور وجود دارد که با قوس‌های جناغی به یکدیگر متصل شده‌اند. این کلیسا در سال ۱۹۳۲ میلادی (۱۳۱۱ خورشیدی) بازسازی و مرمت شد.

اطراف محراب کلیسا نیز به وسیلهٔ گچ پوشیده شده بود که در حال حاضر از آن لایه‌برداری شده‌است. نمای داخلی کلیسا آجری است. در نمای بیرونی خشت نیز به کار رفته‌است و دارای طاق‌نماهایی با قوس هلالی برای تزئین است. برج ناقوس این کلیسا به شکل مدور با بهره‌گیری از سبک گنبدهای رک بنا شده‌است.
در قسمت شرقی تپه هگمتانه همدان، در محلهٔ ارامنه، دو کلیسا وجود دارد. کلیسای قدیمی‌تر همین کلیسای گریگوری استپان و متعلق به مذهب ارتدکس است و کلیسای جدیدتر به نام کلیسای حضرت مریم به مذهب پروتستان تعلق دارد.